# Dubbele achtknoop
De dubbele achtknoop of teruggestoken achtknoop is een soort knoop die gebruikt wordt om een lus in het uiteinde van een touw te leggen. Door de vorm kan een van de touwen onder spanning gebracht worden zonder dat de knoop gaat verschuiven. 
De dubbele achtknoop en de teruggestoken achtknoop zien er hetzelfde uit maar de manier om ze te leggen is verschillend:
- De dubbele achtknoop wordt gelegd door in een dubbel gevouwen uiteinde van een touw een gewone achtknoop te leggen. Aan het ene einde van de knoop bevindt zich dan 'automatisch' de lus.
- De teruggestoken achtknoop wordt gelegd door in het enkele uiteinde van een touw een gewone achtknoop te leggen waarbij er op gelet dient te worden dat er een flink stuk 'uiteinde' overblijft. Vervolgens wordt in dit stuk de lus gelegd waarna het touw door de als eerste gelegde achtknoop teruggestoken wordt, alle lussen en kronkels volgend.

## Gebruik in de klimsport
In de klimsport wordt de teruggestoken achtknoop gebruikt door de klimmer om het klimtouw aan zijn klimgordel vast te maken. Deze niet-schuivende lus is relatief eenvoudig weer los te maken, en is goed door een ander -klimpartner of instructeur- te controleren. Wanneer er veel spanning op de knoop komt, door bijvoorbeeld te vallen tijdens de route, kan de dubbele achtknoop toch moeilijk los te maken zijn. Om dit te vermijden wordt vaak gebruik gemaakt van een paalsteek of dubbele paalsteek.